# Cypella discolor
Cypella discolor (lat. Cypella), zeljasta biljka iz porodice perunikovki rasprostranjena u jugozapadnom dijelu države Rio Grande do Sul u Brazilu ,te susjednom Urugvaju. Prvi puta je sakupljena i opisana 1981.
Raste po kamenitim travnjacima na visinama do 150 metara.